# Trận Antietam
Trận Antietam, còn được gọi là Trận Antietam Creek (dân miền Nam thường gọi là trận Sharpsburg) là một trận đánh quan trọng trong Chiến dịch Maryland thời Nội chiến Hoa Kỳ, nổ ra vào ngày 17 tháng 9 năm 1862 tại con rạch Antietam gần Sharpsburg, Maryland. Đây là trận đánh lớn đầu tiên diễn ra trong lãnh thổ thuộc Liên bang miền Bắc Hoa Kỳ, và còn nổi tiếng vì chỉ trong một ngày, gần 23.000 binh sĩ (trong đó có hơn 1 vạn người ở mỗi bên) đã bị thiệt mạng hay tàn phế. Trận đánh tại Antietam đứng thứ tư trong danh sách 10 trận chiến khốc liệt nhất trong cuộc Nội chiến Hoa Kỳ, với mức kinh hoàng vượt hơn cả trận Shiloh trước đó, và cái ngày 17 tháng 9 năm 1862 đó là ngày đẫm máu nhất trong cuộc Nội chiến và trong cả chiều dài quân sử Hoa Kỳ nói riêng và Bắc Mỹ nói chung cho đến tận ngày nay (kinh hoàng hơn cả trận Normandie vào năm 1944 trong Chiến tranh thế giới thứ hai). Như một chiến thắng lớn lao hàng đầu của phe miền Bắc trong giai đoạn ấy (ít nhất cũng là chiến thắng hiếm có của quân miền Bắc trên Mặt trận miền Đông lúc này), trận đánh tàn khốc này đã chấm dứt hoàn toàn cuộc tiến công của quân miền Nam vào Maryland và giúp miền Bắc đẩy lui nguy cơ, khiến Lee thất bại trong việc tìm kiếm sự ủng hộ của các quốc gia châu Âu. Chiến thắng này cũng tái cơ cấu nỗ lực chiến tranh của miền Bắc. Tầm vóc quan trọng của thắng lợi chiến lược của quân Liên bang trong trận đánh Antietam đối với cả cuộc chiến được thể hiện rõ nếu đặt giả thiết về một thắng lợi của Lee tại trận này, qua đó chiến thắng này được coi là có ảnh hưởng đến toàn thắng của miền Bắc trong cuộc chiến. Với ý nghĩa trọng đại về cả chính trị và quân sự, thắng lợi này được xem là một cơ hội khiến cho Tổng thống Abraham Lincoln khẳng định rằng ông không soạn thảo bài Tuyên ngôn Giải phóng Nô lệ như một hành động tuyệt vọng. Ý nghĩa to lớn của thắng lợi trong trận Antietam đẫm máu đối với Liên bang miền Bắc đã khiến trận này được coi là một bước ngoặt quan trọng trong cuộc phân tranh Nam-Bắc của Hoa Kỳ, và cũng là một trong những cuộc giao chiến quyết định nhất trong suốt chiều dài lịch sử thế giới. Đối với nhân dân miền Bắc, Lee đã triệt binh khỏi đất Bắc nên trận chiến rõ là một thất bại lớn của quân Liên minh, dù McCellan bị huyền chức không lâu sau chiến công này do không tích cực truy sát khi Lee kéo tàn binh về miền Nam.

## Tổng quan
Sau khi rượt đuổi Đại tướng miền Nam Robert E. Lee vào Maryland, Thiếu tướng miền Bắc George B. McClellan đem quân ra tấn công các vị trí phòng ngự của đối phương đóng sau rạch Antietam. Sáng sớm ngày 17 tháng 9, Thiếu tướng Joseph Hooker đem quân đoàn của mình đánh mạnh vào sườn bên trái của Đại tướng Lee. Sau nhiều đợt công kích qua lại trên cánh đồng Miller và chiến sự diễn ra quanh nhà thờ Dunker Church, quân miền Bắc đã tấn công vào đường Sunken Road và cuối cùng chọc thủng được khu trung tâm của quân miền Nam, quân miền Nam dưới quyền Tướng Stonewall Jackson phải lui xuống nhưng sau đó quân miền Bắc không tiến thêm được nữa vì bị phản kích dữ dội. Chiều đến, thiếu tướng Ambrose Burnside đem quân đoàn của mình vào trận, đánh chiếm cây cầu đá bắc qua rạch Antietam và tấn công sườn bên phải quân của tướng Lee. Dẫu cho Burnside chọc thủng được quân miền Nam, McCellan vẫn chần chừ không tăng viện. Quân miền Bắc đang chiếm thế thắng thì bất thình lình sư đoàn quân miền Nam của thiếu tướng A.P. Hill từ Harpers Ferry kéo đến trợ chiến phản công đẩy lui Burnside và trận chiến buộc phải kết thúc - hai bên bất phân thắng bại. Đến đêm, cả hai phe cùng củng cố trận tuyến của mình. Dẫu mất biết bao nhiêu chiến sĩ nhưng chẳng bên nào có thể triệt tiêu kẻ địch, tình hình cũng giống như trận Bull Run lần thứ hai lúc trước. Mất đến hơn 1/4 quân lực của mình, Lee như thế là đã bị đánh bật tuyệt đối chẳng thể nào tiến đánh Pennsylvania nữa. Sau đó, khi quyết định lui quân, bất chấp những thiệt hại nặng nề, Lee vẫn tiếp tục công kích quân của McClellan nhiều đợt trong suốt ngày 18 tháng 9, trên đường chạy về phía nam rạch Antietam.
Tuy lực lượng quân miền Nam chỉ bằng nửa miền Bắc, tướng Lee đã dùng chiến thuật tài tình để huy động được toàn bộ lực lượng của mình và tạo cơ hội cầm cự được với quân địch. Bên phía miền Bắc, tuy tướng McClellan có trong tay lực lượng gấp bội, và quân lực dự bị dồi dào để có thể triển khai nhằm khai thác những thắng lợi cục bộ, nhưng ông lại không tập trung lực lượng kịp thời, chỉ điều động được ba phần tư quân số, để cho tướng Lee có thể đối phó bằng cách luân chuyển lực lượng và di chuyển các trận tuyến bên trong để chống cự được từng đợt tấn công, và cuối cùng không tiêu diệt được Lee. Một phần khiến cho McCellan được thắng lợi ở trận Antietam là nhờ bộ đội miền Bắc đã phát hiện ra một quân lệnh của Lee trước trận chiến, và sau thắng lợi, ông vẫn cứ thận trọng dù có thêm viện binh, khiến tàn quân của Lee triệt thoái an toàn sau thất bại. Chiến thắng trong trận Antietam đẫm máu cũng là hệ quả của một cuộc truy kích đúng đắn và sự hồi phục quân lực Liên bang mạnh mẽ trong suốt ba tuần lễ. Cùng với tổn hại rất cao của cả hai phe, những bức ảnh về thây tử sĩ chất đầy nội đã khiến cho rất nhiều Mỹ phải kinh sợ cuộc chiến tranh.
Thiếu tướng McClellan có công lao to lớn chặn đứng được quân miền Nam lên xâm lấn, nhưng ông lại bị bộ chỉ huy trách là đã bỏ mất cơ hội đánh tan quân địch trên đường lui. Sau khi chịu thiệt hại to lớn cùng ấn tượng trước thắng lợi của quân miền Bắc ở trận Antietam, Lee đã đưa đội quân tàn tạ của mình an toàn trở về Virginia mà không bị cản trở, chỉ vì McClellan quá thận trọng, trù trừ không quyết tâm và thiếu tính táo bạo. Đối với ông, một khi ông đã hoàn thiện mục tiêu của trận Antietam, cứu nguy được cho Maryland nói riêng và toàn thể Liên bang miền Bắc nói chung, thì chẳng cần phải làm gì nữa. Tổng thống Abraham Lincoln - người tiếp tục được nỗ lực chiến tranh nhờ có thắng lợi trong trận kịch chiến này - đã phàn nàn: "Nếu tướng McClellan không muốn sử dụng quân đội thì đưa cho tôi mượn xài một thời gian...". Sau đó, dẫu McCellan vẫn luôn cho rằng chiến thắng đẫm máu của ông đã cứu vãn cả Liên bang, tướng Burnside - được coi là vị anh hùng thắng trận Antietam - lên thay McClellan chỉ huy binh đoàn Potomac. Song, mặc dầu trận đánh tại Antietam cho thấy thế thượng phong của Bộ Chỉ huy quân Liên minh, báo chí Liên bang rầm rộ rao tin chiến thắng trong trận đánh tại Antietam gắn liền với McCellan. Thất bại này của Lee cũng thể hiện sự hao phí binh lực của ông nhằm giữ thế công.
Dù sao đi chăng nữa, đối với Liên bang miền Bắc trận này vẫn là một thành công hiếm hoi, hơi bất ngờ và lớn lao về mặt chiến lược, vì nó mang đầy đủ ý nghĩa của một thắng lợi quan trọng và giúp cho đương kim Tổng thống Lincoln có đủ tự tin để công bố Tuyên ngôn Giải phóng Nô lệ, mở rộng vai trò của quân đội miền Bắc và làm nản lòng chính phủ các nước Anh và Pháp lúc đó đang xem xét đến việc công nhận chính phủ của Liên minh miền Nam - một thành quả mà hẳn Lincoln rất ao ước. Một chiến thắng như vậy đã được Lincoln ao ước từ lâu và qua đó thể hiện tầm vóc to lớn của thắng lợi tại Antietam này. Chính từ sau chiến thắng trong trận đánh này, ông được khen ngợi là "Người Giải phóng vĩ đại". Qua đó, chiến thắng của quân miền Bắc trong trận đánh Antietam là một nhân tố quan trọng cho sự sụp đổ của chế độ nô lệ ở Mỹ, ngoài ra trận chiến cũng rõ ràng là một thắng lợi về mặt tinh thần của quân Liên bang  Với chiến thắng tại trận ấy, dẫu là một thắng lợi đắt giá, quân đội Liên bang đã chấm dứt một loạt thắng lợi của quân miền Nam trên Mặt trận miền Đông trong suốt cả giai đoạn đó.  Dù rằng trận chiến tại Antietam và bài Tuyên ngôn có vẻ nêu lên thế thượng phong vượt trội cho Liên bang miền Bắc (trận đẫm máu này khiến Anh và Pháp nhận thấy sức mạnh của phe Liên bang chiến thắng và cảm thấy phe Liên minh không thể nào cầm cự nổi nữa), nhưng thực tế, chiến thắng mang tính chiến lược này không hề thể hiện ưu thế của Liên bang trước Liên minh miền Nam trong chiến tranh - điều ấy Lincoln hiểu rõ. Sau chiến thắng quan trọng của quân đội Liên bang trong trận đánh ở Antietam, Lee đã hồi phục và đánh tan nát quân Liên bang trong trận Fredericksburg cùng năm đó, và bản thân trận thắng tại Antietam cũng trì hoãn kế hoạch tấn công của người miền Bắc vào thủ đô Richmond của phe miền Nam. Mặt khác, chiến thắng tại Antietam có thể còn khiến Lincoln tránh được sự thắng lợi của Đảng Dân chủ trong các cuộc bầu cử năm 1862. Và, thất bại tàn khốc tại Antietam trở nên thời khắc tệ hại nhất của Binh đoàn Bắc Virginia dưới quyền Lee trong giai đoạn đó, mà đại thắng Fredericksburg của quân ông cũng không thể phá vỡ giá trị to lớn của chiến thắng ở Antietam đối với quân Liên bang, như một chiến thắng ảnh hưởng lớn đến thắng lợi của khối Liên bang trong cuộc chiến, dù người ta vẫn đề cao đại thắng Gettysburg (1863) hơn chiến công đẫm máu này. Đến nay, người Mỹ vẫn không quên kỷ niệm chiến thắng đẫm máu của Liên bang trong trận Antietam này.

## Bối cảnh và chiến dịch Maryland

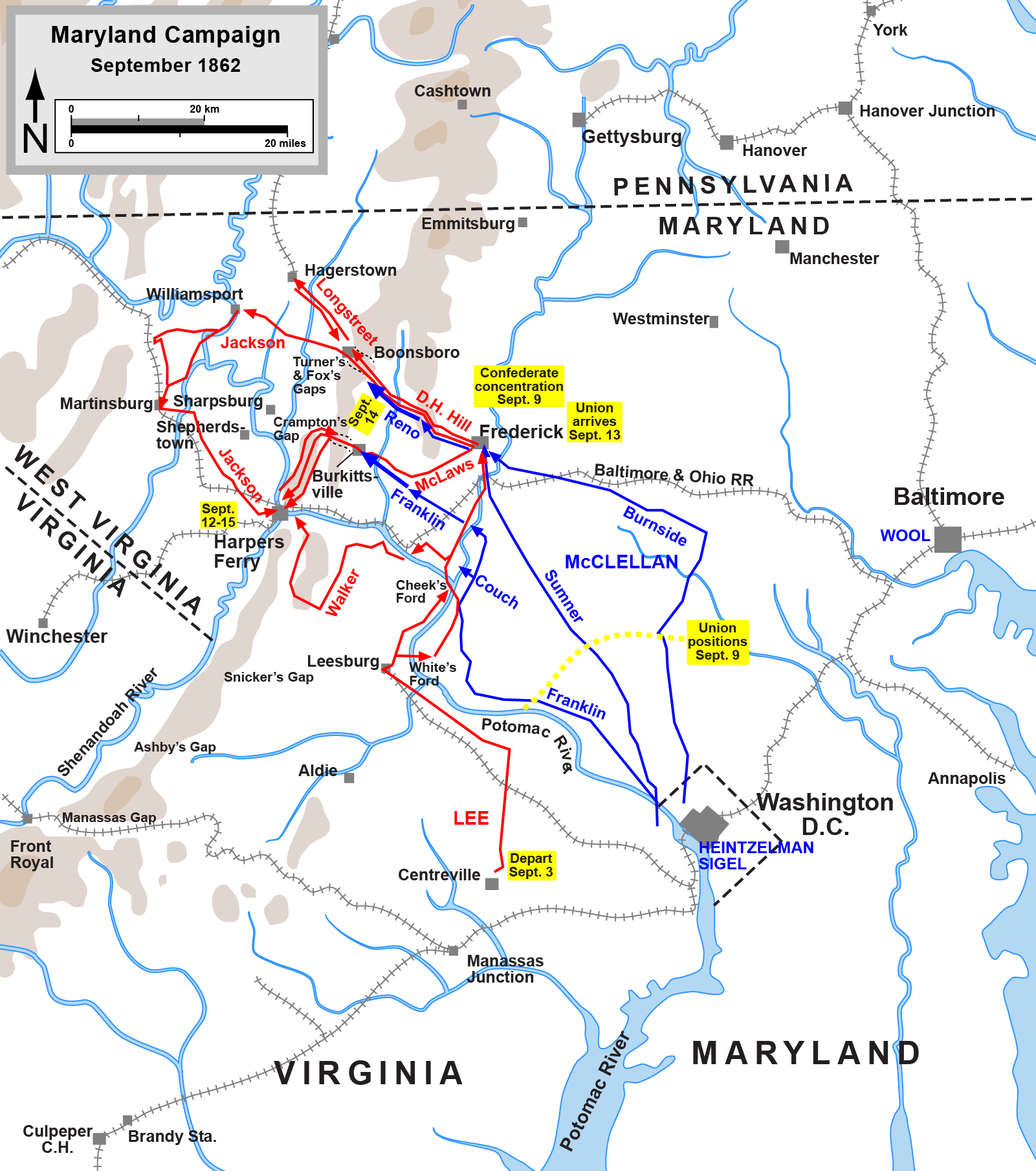
Chiến dịch Maryland, diễn ra từ ngày 3 tháng 9 cho đến ngày 15 tháng 9 năm 1862.
Liên minh miền Nam
Liên bang miền Bắc

Đầu năm 1862, trên Mặt trận miền Đông, phe miền Nam thắng thế. Trong khi chiến dịch của quân miền Nam do Thiếu tướng Jackson chỉ huy tại thung lũng Shenandoah làm cho Chính phủ liên bang bị rung động, quân miền Bắc do Tướng McCellan chỉ huy đã tiến sát đến thủ đô Richmond của Liên minh miền Nam, tuy nhiên do nhiều nguyên nhân mà họ đã bị đẩy lùi, chấm dứt cơ hội kết liễu cuộc chiến. Tại đây, Đại tướng Robert E. Lee của miền Nam đã ra một quyết định táo bạo. Dưới quyền chỉ huy của ông, Binh đoàn Bắc Virginia—với khoảng từ 45 - 55 nghìn binh sĩ thiện chiến—tiến vào tiểu bang Maryland trong ngày 3 tháng 9 năm 1862, sau khi đánh thắng quân miền Bắc trong trận Bull Run thứ hai vào ngày 30 tháng 8 năm 1862 (trong trận thắng này ông đã phá tan mối hiểm họa cho Richmond tiềm ẩn trong đội quân miền Bắc ấy và làm tan vỡ kế hoạch Nam chinh ủa McCellan). Được khuyến khích bởi chiến thắng này, giới lãnh đạo Liên minh miền Nam dự định tiến công lãnh thổ của Liên bang. Theo ý đồ của họ, Lee sẽ xâm chiếm Maryland cùng lúc với cuộc tấn công vào Kentucky của các đoàn quân của Braxton Bragg và Kirby Smith. Ngoài ra, cuộc xâm lăng vào Maryland cũng cần thiết cho những lý do mang tính lô-gíc, giữa lúc các nông trang tại Bắc Virginia đã bị cắt hết lương thực. Dựa trên những sự kiện như các cuộc náo loạn tại Baltimore vào Mùa Xuân năm 1861 và một sự thật là trong Tổng thống Abraham Lincoln đã phải giả trang khi đi qua thành phố này trong lễ nhậm chức của ông, các lãnh đạo của phe Liên minh tin chắc là nhân dân Maryland sẽ nồng nhiệt đón mừng quân đội Liên minh. Cứ đi đến đầu, binh lính miền Nam đều hát lên câu ca "Mi sẽ không bị làn khói bụi che mờ ! Maryland, Maryland của Ta!", thế nhưng vào Mùa Thu năm 1862, xu hướng thân Liên bang trở nên phát triển rầm rộ, đặc biệt là ở miền Tây tiểu bang này. Thị dân ở đây không hề bị những câu hát trên cám dỗ, mà thường núp trong nhà mình trong khi đoàn quân của Lee hành binh qua các thị trấn Maryland, trong khi họ thường vẫy chào các chiến sĩ Binh đoàn Potomac. Một số nhà chính trị của Liên minh, tỷ dụ như Tổng thống Jefferson Davis, tin rằng một khi họ giành chiến thắng trên đất Bắc thì có khả năng ngoại quốc sẽ thừa nhận họ; một thắng lợi như vậy sẽ mang lại sự công nhận và hỗ trợ về mặt tài chính từ nước Anh và Pháp, cho dầu chẳng có bằng chứng nào cho thấy là Lee nghĩ rằng miền Nam sẽ phải dựa theo khả năng này mà lập nên các kế hoạch quân sự của mình. Lee còn suy xét rằng cuộc tiến công vào Maryland của ông sẽ khiến cho phe chủ hòa trong cuộc bầu cử sắp tới tại Liên bang miền Bắc thắng thế. Nếu họ thắng cử, họ sẽ buộc chính quyền Lincoln phải chấm dứt cuộc Nội chiến này.
Đối với Lee, một khi Chiến dịch Maryland đạt được thắng lợi - lần đầu tiên quân miền Nam xâm nhập được vào đất Bắc, thì hẳn là các bang miền biên cương (trong đó có Maryland)-  vốn hãy còn kịch liệt chống đối Liên minh - sẽ phải ly khai khỏi Liên bang miền Bắc. Sau khi quân miền Nam chiến thắng trong trận Bull Run thứ nhất, vị Thiếu tướng miền Bắc là McCellan đã gầy dựng nên Binh đoàn Potomac tinh nhuệ Ông cũng hy vọng gây tình hình bất ổn cho thủ đô Washington, D. C. của khối Liên bang. Nói chung, Chiến dịch này sẽ khiến cho người miền Bắc phải triệt thoái khỏi Virgina để mà lo bảo vệ thủ đô của mình. Trong khi Binh đoàn Potomac (bao gồm 75.500 chiến sĩ) của Thiếu tướng McClellan đang xuất binh đánh chặn Lee (họ tiến vào được Frederick trong ngày 12 tháng 9 năm 1862 và tập kết tại đây), có hai người lính Liên bang (Hạ sĩ Barton W. Mitchell và Trung sĩ Thứ nhất John M. Bloss của lực lượng Bộ Binh Tình nguyện Indiana thứ 27) đã phát hiện ra một phiên bản bị thất lạc của các kế hoạch chiến trận đầy chi tiết của Lee—đó là Quân lệnh Đặc biệt 191—nằm giữa ba cái điếu xì gà. Một viên Sĩ quan miền Nam cẩu thả đã làm rớt cái quân lệnh ấy. Theo quân lệnh này, Tướng Lee đã phân chia quân lực với ông và phân bố các thành phần của quân ông ở Harpers Ferry, Tây Virginia, và Hagerstown, Maryland, và cứ thể đẩy các thành phố này vào tình cảnh bị cô lập và thất bại nếu như McClellan không tới kịp. Sau khi chờ đợi suốt khoảng 18 tiếng đồng hồ, Tướng McCellan mới quyết định nắm lợi thế từ sự phát giác này và tái tổ chức quân lực của ông, như thế là ông đã mất đi cơ hội để dành cho Lee một đòn quyết định. Lại có một thường dân thân Liên minh đã báo cáo cho quân đội Liên minh biết là McCellan đã tìm ra một cái gì đó có thể mang lại lợi thế hoàn toàn cho ông. Quân Liên bang bắt đầu tiến binh vào ngày 14 tháng 9 năm 1862, và sự chậm rãi của McCellan đã tạo điều kiện cho Lee hình thành được hệ thống phòng ngự kiên cố. Trong khi cả hai vị tướng lĩnh đều rất được lòng toàn quân thì McCellan lại cẩn trọng, bạc nhược, còn Lee thì quyết đoán và dũng mãnh. Dẫu sao đi chăng nữa, sự phát giác này đã mang lại cho McCellan chiến thắng trong trận Antietam đẫm máu sẽ được kể sau đó.
Có hai trận giao tranh nổi bật trong Chiến dịch Maryland trước khi trận Antietam bùng nổ: Thiếu tướng Thomas J. "Stonewall" Jackson đánh chiếm Harpers Ferry và McClellan tấn công quân miền Nam qua dãy núi Blue Ridge trong trận South Mountain. Trận Harpers Ferry trở nên quan trọng do một phần lớn của binh lực của Lee đến tiếp nhận sự đầu hàng của đồn binh Liên bang, thế nên họ vắng mặt ngay từ đầu trận Antietam; trận South Mountain thì hệ trọng ở chỗ là những đợt phòng ngự dũng mãnh của quân Liên minh ở hay cái đèo tại dãy núi Blue Ridge đã đủ để làm chậm bước tiến công của McCellan, giúp Lee tập kết phần còn lại của quân lực của ông tại Sharpsburg, dẫu quân miền Bắc đã chiến thắng trận đánh này. Sự đầu hàng của quân miền Bắc tại Harpers Ferry vào ngày 15 tháng 9 năm 1862 thể hiện đúng đắn dự đoán của Thiếu tướng Jackson. Trong giai đoạn ấy, quân miền Bắc cũng đánh bại được quân miền Nam trong trận Crampton's Gap.

## Kết quả

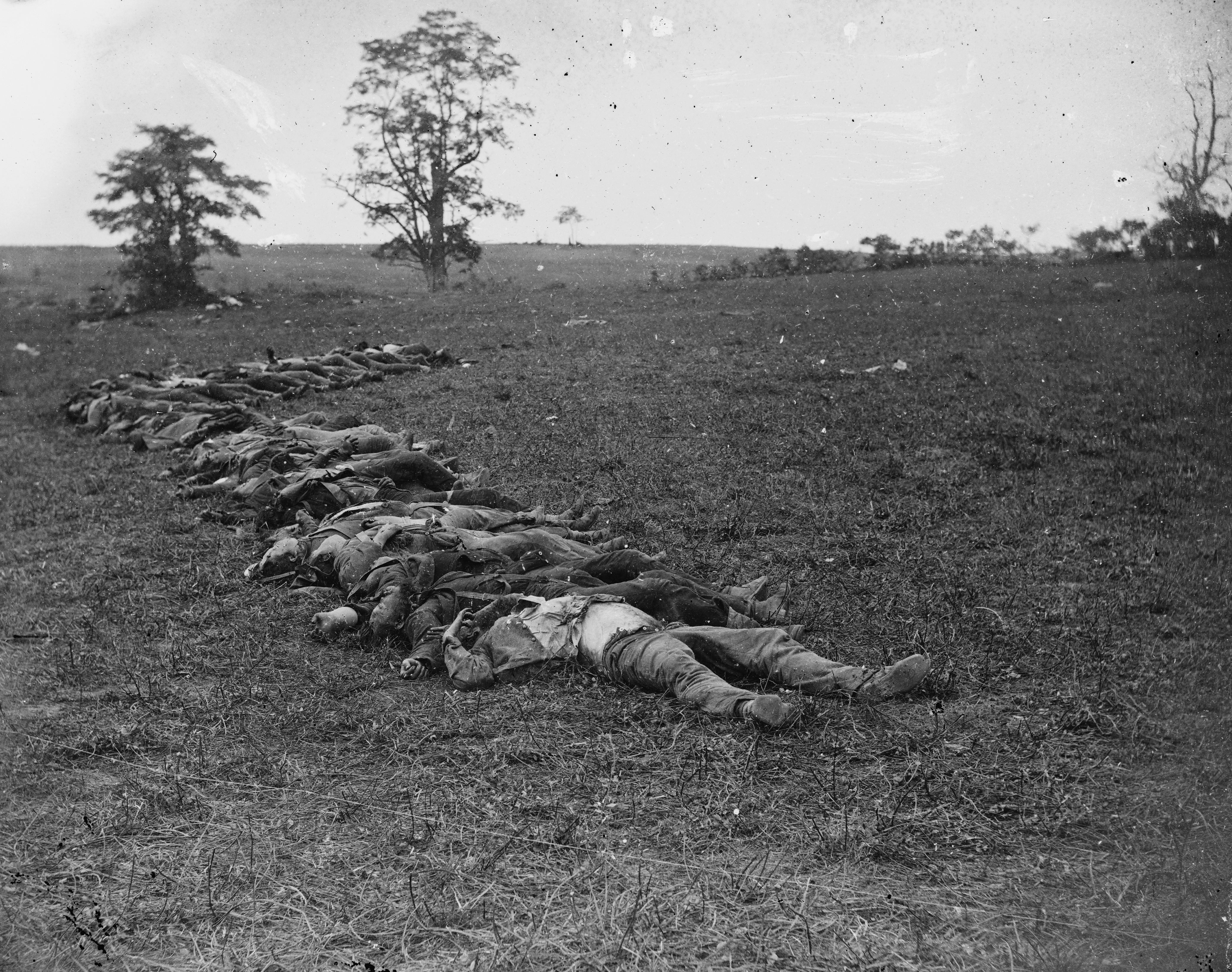
Thây tử sĩ Liên minh được thu gom để chuẩn bị chôn cất sau trận chiến. Ảnh chụp của Alexander Gardner

Trận đánh kết thúc vào 5:30 chiều ngày hôm ấy. Chỉ trong một ngày như cả hai đoàn quân đều phải chịu tổn thất nặng nề. Quân đội Liên bang phải hứng chịu tổn thất 12.401 chiến sĩ, trong đó có 2.108 liệt sĩ. Quân đội Liên minh chịu mất mát 10.318 binh sĩ, trong số đó có 1.546 tử sĩ. Những con số ấy chiếm 25% quân lực Liên bang và 31% quân lực Liên minh. Ngày 17 tháng 9 năm 1862 ghi dấu nhiều người Mỹ chết hơn bất cứ một cái ngày nào khác trong lịch sử quân sự của đất nước. Toàn bộ tổn hại của Quân đội Hoa Kỳ trong cuộc Chiến tranh Hoa Kỳ-México (1846 - 1848), nói thực ra, hãy còn thua kém trận chiến ác liệt tại Antiem này. Trước trận này, trên Mặt trận miền Tây, quân đội miền Bắc dưới quyền Tướng Ulysses S. Grant đã đánh thắng quân miền Nam trong trận Shiloh đẫm máu, thế nhưng trận Antietam còn tàn khốc hơn cả trận đánh ở Shiloh. Trận đánh này đã làm mất đi sinh mạng của nhiều vị tướng lĩnh, trong đó có Thiếu tướng Joseph K. Mansfield và Israel B. Richardson, cùng với Chuẩn tướng Isaac P. Rodman của Liên bang miền Bắc (đều bị trọng thương), cũng như các Chuẩn tướng Lawrence O. Branch và William E. Starke của Liên minh miền Nam (đều trận vong).
Cả hai đoàn quân đều làm chủ trận địa. Vào buổi sáng ngày 18 tháng 9 năm 1862, quân đội của Lee chuẩn bị chiến đấu chống một cuộc công kích của quân Liên bang, mà không bao giờ diễn ra. Sau khi hai bên thỏa thuận với nhau về việc hồi phục và trao đổi các thương binh của mình, đoàn quân của Lee bắt đầu triệt binh qua sông Potomac và đêm hôm đó họ về đến Virginia.
Đối với Binh đoàn Bắc Virginia tinh nhuệ của Lee trong giai đoạn ấy, nếu trận Bull Run lần thứ hai là giây phút tuyệt vời nhất của họ, thì trận đánh khốc liệt ở Antietam là thời khắc tồi tệ nhất của họ. Chiến bại tại Antietam được xem là thất bại đầu tiên của Lee., nhiều nhà sử học và người đương thời đã chỉ trích McCellan rất nặng nề vì ông đã không biết phát huy thắng lợi của mình. Bản thân Tổng thống Lincoln cũng tỏ ra thất vọng với McClellan trong trận này. Ông tin rằng những hành động quá thận trọng và hợp đồng kém cỏi của McClellan trên chiến địa đã khiến trận đánh trở nên bế tắc, hơn là một chiến bại thảm hại của phe Liên minh. Nhà sử học Stephen Sears đồng tình.
Trong cuộc chiến đấu chống những kẻ kình địch để cứu nguy nền Cộng hòa, Tướng McClellan chỉ mang có 5 vạn quân Bộ binh và Pháo binh vào cuộc giao tranh. Một phần ba quân đội của ông không hề bắn một phát đạn nào. Ngay cả khi vậy, các chiến sĩ của ông liên tiếp đẩy Binh đoàn Bắc Virginia đến bờ vựa thảm họa, những chiến tích can trường đã hoàn toàn mất đi với một vị chỉ huy chỉ nghĩ được có chút xíu ngoài việc ngăn ngừa thất bại của chính ông.— Stephen W. Sears, Landscape Turned Red